# Alteglofsheim
Alteglofsheim è un comune tedesco di 3 199 abitanti, situato nel land della Baviera.